# San Giorgio di Mantova
San Giorgio di Mantova – miejscowość i gmina we Włoszech, w regionie Lombardia, w prowincji Mantua.
Według danych na rok 2004 gminę zamieszkiwało 7496 osób, 312,3 os./km².